# Gare d'Ōmihachiman
La gare d'Ōmihachiman (近江八幡駅, Ōmihachiman-eki) est une gare ferroviaire de la ville d'Ōmihachiman, dans la préfecture de Shiga, au Japon. La gare est exploitée conjointement par les compagnies JR West et Ohmi Railway.

## Situation ferroviaire
La gare d'Ōmihachiman est située au point kilométrique (PK) 474,3 km de la ligne principale Tōkaidō. Elle marque la fin de la ligne Yōkaichi.

## Historique
La gare a été inaugurée le 1er juillet 1889 sous le nom de gare de Hachiman. Elle prend son nom actuel en 1919.

## Service des voyageurs

### Accueil
La gare dispose d'un bâtiment voyageurs, avec guichets, ouvert tous les jours.

### Desserte

#### JR West
- Ligne Biwako : 
  - voie 1 : direction Maibara, Nagahama et Ōgaki
  - voies 2 et 3 : direction Kyoto et Osaka

#### Ohmi Railway
- Ligne Yōkaichi :
  - voies 1 et 2 : direction Yōkaichi